# Rudy Verdonck
Rudy Verdonck (Turnhout, 7 de agosto de 1965) fue un ciclista belga, que fue profesional entre 1987 y 1996.

## Palmarés
- 1988
  - Vencedor de una etapa del Tour de la CEE
- 1996
  - 1º en el Omloop van de Vlaamse Scheldeboorden
  - 1º en la Flecha Namuresa
- 1999
  - Vencedor de una etapa del Tour a la provincia de Namur

### Resultados al Tour de Francia
- 1991. 109.º de la clasificación general
- 1994. 98.º de la clasificación general
- 1995. Fuera de control